# Krakatoa – Das größte Abenteuer des letzten Jahrhunderts
Krakatoa – Das größte Abenteuer des letzten Jahrhunderts ist ein US-amerikanischer Katastrophenfilm aus dem Jahr 1969. Der Film spielt vor dem Hintergrund des Ausbruchs des Vulkans Krakatau in der Sunda-Straße, der am 27. August 1883 explodierte und die Insel vollkommen zerstörte.

## Handlung
Im Sommer 1883 verlässt die Batavia Queen den Hafen von Singapur. Ziel des Schiffes ist die Vulkaninsel Krakatau zwischen Java und Sumatra. Dort ist ein Schiff mit einer Ladung Perlen gesunken. Unter den Passagieren des Schiffes befinden sich: Laura, die Witwe des Kapitäns des gesunkenen Schiffes; Rigby, ein klaustrophobischer Tauchglockenpilot; der opiumsüchtige Taucher Connerly und dessen Freundin Charley; Giovanni Borghese und sein Sohn Leoncavallo, beide Ballonfahrer; die Japanerin Toshi, die eine Gruppe von Taucherinnen anführt. Mit an Bord sind 30 Sträflinge, unter ihnen der Mordverdächtige Danzig, der sich an Deck aufhalten darf.
Das gesunkene Schiff wird gefunden. Doch die Tauchgänge sind erfolglos, das Wrack ist leer. Laura versichert, dass die Einträge im Logbuch die Perlenladung bestätigen, doch später gesteht sie, dass sie in erster Linie ihren Sohn suche, den ihr Mann in einer katholischen Mission zurückgelassen hat. Die Batavia Queen nimmt die Passagiere eines Sampans auf. Es sind die Missionare, die auch Lauras Sohn mitgenommen haben. Der Sohn hat die Perlen bei sich, Laura beginnt mit der Aufteilung des Schatzes.
Der Vulkan bricht mit einer gewaltigen Eruption aus und löst eine gigantische Flutwelle aus. Die Batavia Queen muss auf das offene Meer, um den Untergang zu verhindern.

## Kritiken
Das Lexikon des internationalen Films beschreibt den Film als „technisch aufwendiges Filmabenteuer, das angesichts vieler Nebenthemen und mangelnder Dichte nicht recht zu packen weiß.“
Vincent Canby von der New York Times schrieb, der Film beginne mit dem Höhepunkt. Die wenigen Spezial-Effekte seien eintönig.
Die Variety bemängelte, dass der Regisseur den Film zu einfach gehalten habe und nur die standardgemäße Action inszeniert habe.
Der Evangelische Film-Beobachter zieht folgendes Fazit: „Technisch eindrucksvoller Großfilm um eine Expedition, die zu Schiff in den Vulkanausbruch Krakatoa 1883 gerät. Wenn auch die Handlung zu kurz kommt und der Film Längen aufweist, so sind doch die überwältigenden Farbaufnahmen der Feuer- und Wassermengen recht sehenswert.“

## Auszeichnungen
1970 wurden Eugène Lourié und Alex Weldon für den Oscar in der Kategorie Beste visuelle Effekte nominiert.

## Hintergrund
Die Premiere des Films fand am 17. März 1969 in Madrid statt. In Deutschland erschien der Film am 28. März im Kino, in den USA sogar erst am 14. Mai.
Gedreht wurde in Italien und Spanien.
Den Produzenten fiel nicht auf, dass sich im Originaltitel ein geografischer Fehler eingeschlichen hatte. Krakatau befindet sich westlich von Java. Der Fehler fiel erst nach dem Druck der Werbematerialien auf. Da die Kosten für einen Neudruck zu hoch waren, beließ man den Titel.
Der Film wurde mit der Cinerama-Technik aufgenommen. Die Kameras waren jedoch zu laut, so dass die Dialoge nachsynchronisiert werden mussten.